# Estádio Joaquim Vidal
O Estádio Joaquim Vidal é um estádio de futebol localizado na cidade de Cachoeira do Sul, no estado do Rio Grande do Sul, Brasil. Pertence à prefeitura municipal e possui capacidade para 3.000 pessoas e é utilizado pelos dois clubes da cidade, o Grêmio Esportivo São José e o Cachoeira Futebol Clube. Ao seu lado, está o Ginásio Municipal Derli Steinmetz, o Derlizão, e a Secretaria de Desporto de Cachoeira do Sul. Localiza-se no bairro Barcelos.